# Casio Graph 25+
La Graph 25+ est une « mini Graph 35+ », avec des possibilités comparables, mais limitées par sa mémoire. Elle est utilisée au lycée en seconde, première ES, et première littéraire avec option mathématiques.

## Différences notables avec laCasio Graph 35+
- écran plus petit, non partageable
- pas de calcul d'intégrale (mais possibilité de programmer ce calcul)
- pas de calcul matriciel
- pas de résolveur d'équations polynomiales et de systèmes (mais là aussi, possibilité de les programmer).